# The A Team (bài hát)
"The A Team" là đĩa đơn đầu tay của ca sĩ-nhạc sĩ người Anh Ed Sheeran. Nó được phát hành dưới dạng tải kĩ thuật số tại Vương quốc Anh vào ngày 12 tháng 6 năm 2011, đóng vai trò là đĩa đơn chính trong album phòng thu đầu tay của Ed Sheeran, +. Bài hát có được vị trí số 3 trên bảng xếp hạng UK Singles Chart, với doanh số 57.607 bản.
"The A Team" là một bản folk ballad với lời bài hát nói về một cô gái bán dâm nghiện crack cocain (crack cocain được coi là "thứ ma túy hạng A"). Ed Sheeran viết ca khúc này sau khi đến thăm một ngôi nhà cho những người vô gia cư và được nghe kể những câu chuyện về cuộc sống của những con người ở đó. Đưa sự lạc quan vào ca khúc là cách mà Ed Sheeran làm cho chủ đề bớt nặng nề đi phần nào. Việc sử dụng từ "Class A Team" cũng tiếp tục làm cho sự nặng nề ấy nhẹ bớt hơn nữa. Ed Sheeran bắt đầu viết ca khúc sau màn trình diễn cuối cùng tại một sự kiện cho những người vô gia cư. Đoạn điệp khúc của "The A Team" cũng được anh dùng trong bài hát "Little Lady" với sự góp mặt của Mikill Pane trong album No. 5 Collaborations Project.
Bài hát nhận được nhiều lời bình luận tích cực, khen ngợi lời bài hát cũng như giọng hát mà Sheeran thể hiện. "The A Team" cũng lọt vào top 10 ca khúc số một tại Úc, Đức, Ireland, Israel, Nhật Bản, Luxembourg, New Zealand, Na Uy, Hà Lan và Vương quốc Anh. Bài hát được phát trên các đài phát thanh ở Hoa Kỳ vào quãng thời gian cuối năm 2012 và trở thành một "sleeper hit" tại đây, từ từ lên cao trên bảng xếp hạng Billboard Hot 100 để cuối cùng đạt cao nhất ở vị trí thứ 16 – trở thành đĩa đơn đầu tiên của nam ca sĩ người Anh có mặt trên bảng xếp hạng này. Vào ngày mùng 5 tháng 12 bài hát nhận được một đề cử Giải Grammy cho hạng mục bài hát của năm, đề cử Grammy đầu tiên của Ed Sheeran. Tại Brit Awards 2012 bài hát được đề cử cho hạng mục Best British Single.

## Bối cảnh và phát hành
"'The A Team' bắt nguồn từ những trải nghiệm của tôi khi biểu diễn tại một ngôi nhà cho người vô gia cư", Ed Sheeran nói về ca khúc. "Lúc đó tôi 18 tuổi và còn khá là ngây thơ. Cho nên tôi hơi bất ngờ về những câu chuyện mà tôi được nghe kể. Tối hôm đó tôi về nhà và viết khá là nhiều câu hát. Tôi muốn viết làm sao để bài hát nghe đầy lạc quan, để bạn sẽ không thực sự rõ là bài hát này nói về điều gì, bởi vì chủ đề thực sự của nó hơi tăm tối." Trong một bài phỏng vấn với Billboard, anh giải thích về tên của ca khúc: "Một loại ma túy kiểu dạng như crack cocaine được gọi là 'Ma túy hạng A'. Nó cùng loại với heroin. Thay vì nói thẳng ra vấn đề là gì, tôi sẽ nói, 'She's in the 'Class A' team.' Đó là cách tôi che đậy đi (tình trạng nghiện ngập của cô gái), theo tôi nghĩ, làm ca khúc trở nên tinh tế hơn một chút." Đĩa đơn được phát hành mùng 1 tháng 5 năm 2011 tại Vương quốc Anh bởi Atlantic Records. Tại Mỹ "The A Team" được phát dưới dạng phát thanh adult album alternative vào ngày 27 tháng 2 năm 2012.

## Cấu trúc bài hát
Dựa theo bản nhạc được xuất bản bởi EMI Music Publishing, "The A Team" được viết theo nhịp 4/4 với nhịp độ khoảng 170 BPM. Được viết ở khóa la trưởng; quãng giọng của Ed Sheeran kéo dài từ nốt A2 tới A4. Bài hát được phối khí bởi guitar, piano và giọng hát. "The A Team" là một bài hát theo phong cách indie folk/soul. Gary Trust của Billboard ví ca khúc này với các tuyệt phẩm "folk/rock như 'Luka' của Suzanne Vega (nói về lạm dụng trẻ em), 'Like the Weather' của 10,000 Maniacs (bệnh trầm cảm) và 'Fast Car' của Tracy Chapman (chứng nghiện rượu)". Đó đều là các ca khúc đã "che khuất đi những chủ đề nhạy cảm bằng một tấm màn du dương".

## Ý kiến phê bình
"The A Team" đã nhận được nhiều sự hoan nghênh từ các nhà phê bình. Ryan Reed của Billboard khen ngợi:
Bài hát là một bản jazz-folk u ám nhưng tràn ngập giai điệu đẹp. Được xây dựng dựa trên những chiếc ghi-ta đã được palm mute và sự sắp xếp nhạc cụ dây dồn nén, Ed Sheeran đã kể lại sự sa ngã của một cô gái trẻ vào mê cung không lối thoát của nghiện ngập và mại dâm: "Mắc kẹt trong cơn mộng mị... Chợt gương mặt cô sa xuống, hao mòn, nhăn nhúm như những vụn bánh", anh hát. Một người viết nhạc phi thường — anh ấy ra mắt hai album đầu tiên của mình khi vẫn còn học trung học — và một người hứa hẹn đầy tài năng tại nước Anh, Ed Sheeran không hề do dự trước những chủ đề nhạy cảm hay những hình tượng đa sắc màu, và âm nhạc của anh thì đầy những đoạn vocal runs giàu tâm trạng và bầu không khí nhẫn nại. Mặc dù chủ đề của "The A Team" không hoàn toàn dễ tiếp nhận, tuy nhiên đoạn điệp khúc thì khác.
Mark Moore của Contactmusic.com chấm ca khúc 7/10 điểm và nhận xét rằng "The A Team" là một "bản nhạc đẹp và đầy giai điệu, được tạo nên bởi chính nội dung u ám..." Các nhà phê bình cũng khen ngợi giọng ca của ca sĩ người Anh. Robert Copsey của Digital Spy chấm điểm ca khúc 5 trên 5 và nói rằng, "khuôn mẫu chàng-trai-và-chiếc-guitar mang tính rập khuôn như ta thấy, nhưng cách đặt lời bài hát thông minh và giọng hát mượt mà đã giúp anh nổi bật so với phần còn lại." Copsey tiếp lời: "Sự thẳng thắn và cảm xúc bị nghẹn đắng lại đã được đặt thêm sức nặng bằng một giai điệu mang đầy chất folk cũng như phong cách acoustic độc đáo."

## Diễn biến xếp hạng
Bài hát xuất phát trên UK Singles Chart ở vị trí thứ ba vào ngày 19 tháng 6 năm 2011 – đạt vị trí cao thứ hai cho một đĩa đơn mới, đứng sau "Bounce" của Calvin Harris và Kelis (ra mắt ở vị trí thứ 2). Trong tuần xếp hạng thứ hai, đĩa đơn giảm hai bậc xuống thứ 5 và tiếp tục giảm một bậc xuống thứ 6 vào ngày 3 tháng 7. Ở tuần thứ tư, "The A Team" trở lại vị trí thứ 3 và giữ vị trí đó trong 3 tuần liên tục tiếp theo. "The A Team" trở thành đĩa đơn đầu tay bán chạy nhất và đĩa đơn bán chạy thứ 8 của năm 2011, bán được 801.000 bản. "The A Team" cũng thành công ở một số bảng xếp hạng khác, nổi bật là việc đạt cao nhất ở vị trí thứ 2 và thứ 3 lần lượt trên Scottish Singles và Irish Singles Chart.
Đĩa đơn xuất phát trên Australian Singles Chart ở vị trí thứ 23 vào ngày 23 tháng 10 năm 2011. Nó đạt cao nhất ở vị trí nhì bảng xếp hạng trong 2 tuần và được chứng nhận bạch kim ba lần bởi Hiệp hội Công nghiệp Thu âm Australia (ARIA) nhờ lượng doanh thu 210.000 bản. Trên mặt trận New Zealand Singles Chart bài hát gia nhập ở vị trí thứ 38 vào ngày 21 tháng 11 năm 2011. Nó đạt cao nhất ở vị trí thứ 3 và được chứng nhận bạch kim từ Hiệp hội Công nghiệp thu âm New Zealand (RIANZ) nhờ bán được 15.000 bản.
Sau khi được phát trên các hệ thống phát thanh tại Hoa Kỳ, bài hát lần đầu tiên lọt vào một bảng xếp hạng tại nước này khi gia nhập Adult Pop Songs của Billboard ở vị trí 38. Nó cũng ra mắt ở vị trí thứ 95 trên Billboard Hot 100 và lên cao nhất ở vị trí thứ 16, trở thành bài hát đầu tiên của Ed Sheeran có mặt trong top 20. Bài hát cũng đạt vị trí 29 trên Canadian Hot 100. Tính đến tháng 2 năm 2015, "The A Team" đã bán ra 2,3 triệu bản tại Hoa Kỳ.

## Video âm nhạc
Video âm nhạc của "The A Team" được quay và biên tập bởi Ruskin Kyle (Rivers Rush Video Production Company). Ed Sheeran nhớ lại lần đầu tiên anh tạo ra video giới thiệu về bài hát trong cuộc phỏng vấn với 96.1 KISS: "Trước đây mỗi khi tôi viết một bài hát, tôi không bao giờ ghi hình nó lại vì tôi không có máy quay nhưng tôi có một chiếc máy tính Mac và tôi đã làm một video cho bài hát." Các video nguyên gốc của "The A Team" thực ra đã được ghi lại theo cách đó nhưng không được phát hành ra công chúng. Khi được hỏi về nguồn cảm hứng đằng sau ca khúc được đề cử giải Grammy, anh chia sẻ, "The A Team được viết về một người phụ nữ mà tôi gặp ở khu nhà cho người vô gia cư."
Video được tải lên YouTube vào ngày 22 tháng 4 năm 2010. Nó kể về câu chuyện của một cô gái nghiện ma túy, sống ngoài đường phố Luân Đôn, do Selina MacDonald đóng. Cô bán những tờ tạp chí để có tiền, nhưng chỉ bán được một tờ cho Ed Sheeran. Cô đã đấu tranh tư tưởng rất nhiều nhưng cuối cùng vẫn chấp nhận bán thân mình. Có lẽ cô không thích điều đó, nhưng nó tạo cho cô một khoản đủ sống. Sau đó, nỗi đau quá lớn tới mức cô không thể chịu đựng được nữa và cô chỉ muốn kết thúc tất cả. Cô đổi những đồng tiền "làm" lấy ma túy, mà ta có thể thấy trong đoạn "...và trong một hơi cô bay về với đất mẹ." Cuối cùng, cô gái chết vì dùng thuốc quá liều. Một phiên bản acoustic cũng được đăng lên trên kênh YouTube chính thức của Ed Sheeran vào ngày 10 tháng 5 năm 2011.

## Biểu diễn trực tiếp
Ed Sheeran thể hiện ca khúc trong chương trình Late Night with Jimmy Fallon vào ngày 30 tháng 3 năm 2012 và trong chương trình phỏng vấn Conan vào ngày 8 tháng 5 năm 2012. Sheeran trình diễn bản acoustic của bài hát trực tiếp tại Diamond Jubilee Concert trước sự theo dõi của nữ hoàng Anh Elizabeth II vào ngày 4 tháng 6 năm 2012. Anh còn thể hiện "The A Team" tại chương trình The Ellen DeGeneres Show cùng bài "Grade 8" vào ngày 4 tháng 10 năm 2012 và trong Jimmy Kimmel Live! cùng bài "You Need Me, I Don't Need You" vào ngày 19 tháng 12 năm 2012. Anh cũng hát chung "The A Team" với Elton John tại lễ trao giải Grammy 2013 vào ngày 10 tháng 2 năm 2013.

## Các phiên bản hát lại
Vào tháng 7 năm 2011, Birdy hát lại ca khúc của Ed Sheeran trong chương trình Live Lounge của đài BBC Radio 1. Luca Hänni, quán quân chương trình Deutschland sucht den Superstar mùa thứ 9 thể hiện ca khúc trong vòng thi top 16 vào ngày 25 tháng 2 năm 2012. Kendall Schmidt của nhóm Big Time Rush đăng phần cover lại bài hát trên YouTube vào tháng 6 cùng năm. Vào ngày 17 tháng 6 năm 2012, trong chuyến lưu diễn Up All Night Tour của nhóm nhạc One Direction, thành viên Niall Horan hát lại ca khúc trên sân khấu Honda Center ở Anaheim, California. Thí sinh The X Factor mùa thứ 9 Lucy Spraggan cũng sử dụng lại âm nhạc trong ca khúc, viết lại lời từ điểm nhìn của người đàn ông mua dâm cô gái trong ca khúc và đặt tên bài hát là "The B Team". Thí sinh chương trình X Factor Indonesia Mikha Angelo hát lại ca khúc trong buổi diễn thứ ba. Nhóm nhạc Jonas Brothers cũng hát lại ca khúc trong tour diễn của họ tại châu Mỹ Latin. Vào tháng 5 năm 2013, Caroline Glaser thể hiện bài hát trong phần live playoffs của The Voice mùa thứ 4. Felicia Hallengren hát lại ca khúc tại cuộc thi Talang Ronneby 2013. Cũng trong năm 2013 bộ phim Pháp "Les Gamins" sử dụng bản cover của đội hợp xướng trường St John's International School cho album nhạc phim 
Vào tháng 1 năm 2013, Andy Lange và Chester See, những người nổi tiếng trên YouTube, hát lại bài hát trên kênh của Lange. Video hiện có trên 150.000 lượt xem.

## The A Team bị đạo nhạc tại Việt Nam
Ngày 24 tháng 2 năm 2019, một tác giả người Việt Nam có tên "Thịnh Suy" (tên thật là Đỗ Quốc Thịnh) đã dùng phần nhạc beat của Ed Sheeran, điều chỉnh tiết tấu và xuyên tạc giai điệu của bài The A Team thành "Một đêm say". Từ đó Thịnh Suy bất ngờ trở thành hiện tượng, gây sốt trên các trang nghe nhạc trực tuyến và được khán giả truyền tay nhau liên tục. Ngoài giai điệu nhẹ nhàng với tiếng đàn guitar mộc mạc, "Một đêm say" còn gây bàn tán không ngớt khi ca từ đủ sức "hack não" người nghe. Chuyện tình tay ba, chuyện tình đơn phương hay người thứ ba là những dấu hỏi được khán giả đặt ra về ý nghĩa ca khúc ngay sau khi bấm nút "play" lần đầu tiên. Nhiều ý kiến cho rằng,phần nhạc đệm từ đàn guitar rất giống với bản The A Team của Ed Sheeran.

## Danh sách bài hát
| Tải kĩ thuật số | Tải kĩ thuật số                                    | Tải kĩ thuật số |
| STT             | Nhan đề                                            | Thời lượng      |
| --------------- | -------------------------------------------------- | --------------- |
| 1.              | "The A Team"                                       | 4:18            |
| 2.              | "The A Team" (Ackee and Saltfish Remix của Shy FX) | 4:28            |
| 3.              | "The A Team" (KOAN Sound Remix)                    | 4:39            |
| 4.              | "The A Team" (True Tiger Remix)                    | 3:39            |
| 5.              | "The A Team" (Acoustic)                            | 4:01            |

| Đĩa CD | Đĩa CD                          | Đĩa CD     |
| STT    | Nhan đề                         | Thời lượng |
| ------ | ------------------------------- | ---------- |
| 1.     | "The A Team"                    | 4:18       |
| 2.     | "The A Team" (KOAN Sound Remix) | 4:39       |

| Đĩa vinyl 7" | Đĩa vinyl 7"                                       | Đĩa vinyl 7" |
| STT          | Nhan đề                                            | Thời lượng   |
| ------------ | -------------------------------------------------- | ------------ |
| 1.           | "The A Team"                                       | 4:18         |
| 2.           | "The A Team" (Ackee and Saltfish Remix của Shy FX) | 4:28         |

## Xếp hạng
| Bảng xếp hạng (2011–2014)                              | Vị trí cao nhất |
| ------------------------------------------------------ | --------------- |
| Úc (ARIA)                                              | 2               |
| Áo (Ö3 Austria Top 40)                                 | 19              |
| Bỉ (Ultratop 50 Flanders)                              | 18              |
| Bỉ (Ultratip Wallonia)                                 | 26              |
| Canada (Canadian Hot 100)                              | 21              |
| LỖI: PHẢI CUNG CẤP year CHO BẢNG XẾP HẠNG Cộng hòa Séc | 31              |
| Cộng hòa Séc (Singles Digitál Top 100)                 | 84              |
| Châu Âu (Euro Digital Songs)                           | 7               |
| Pháp (SNEP)                                            | 43              |
| Đức (GfK)                                              | 9               |
| Ireland (IRMA)                                         | 3               |
| Israel (Media Forest)                                  | 6               |
| Ý (FIMI)                                               | 84              |
| Nhật (Japan Hot 100)                                   | 5               |
| Luxembourg (Billboard)                                 | 8               |
| Hà Lan (Single Top 100)                                | 2               |
| New Zealand (Recorded Music NZ)                        | 3               |
| Na Uy (VG-lista)                                       | 5               |
| Scotland (OCC)                                         | 2               |
| Slovakia (Rádio Top 100)                               | 84              |
| Tây Ban Nha (PROMUSICAE)                               | 44              |
| Hàn Quốc (GAON)                                        | 180             |
| Thụy Điển (Sverigetopplistan)                          | 27              |
| Thụy Sĩ (Schweizer Hitparade)                          | 23              |
| Anh Quốc (OCC)                                         | 3               |
| Hoa Kỳ Adult Contemporary (Billboard)                  | 11              |
| Hoa Kỳ Adult Pop Airplay (Billboard)                   | 6               |
| Hoa Kỳ Billboard Hot 100                               | 16              |
| US Hot Rock Songs (Billboard)                          | 4               |
| Hoa Kỳ Pop Airplay (Billboard)                         | 9               |
| Hoa Kỳ Adult Alternative Songs (Billboard)             | 3               |

| Bảng xếp hạng (2011)               | Vị trí |
| ---------------------------------- | ------ |
| Úc (ARIA)                          | 24     |
| Hà Lan (Single Top 100)            | 76     |
| Anh Quốc (Official Charts Company) | 8      |

| Bảng xếp hạng (2012)               | Vị trí |
| ---------------------------------- | ------ |
| Đức (Media Control AG)             | 83     |
| Úc (ARIA)                          | 91     |
| Pháp (SNEP)                        | 145    |
| Nhật Bản (Japan Hot 100)           | 98     |
| Hà Lan (Single Top 100)            | 28     |
| New Zealand (Recorded Music NZ)    | 30     |
| Thụy Điển (Sverigetopplistan)      | 60     |
| Anh Quốc (Official Charts Company) | 118    |
| Hoa Kỳ Adult Top 40 (Billboard)    | 32     |

| Bảng xếp hạng (2013)                   | Vị trí |
| -------------------------------------- | ------ |
| Hoa Kỳ Adult Top 40 (Billboard)        | 42     |
| Hoa Kỳ Billboard Hot 100               | 75     |
| US Hot Rock Songs (Billboard)          | 15     |
| US Adult Alternative Songs (Billboard) | 21     |

## Chứng nhận
| Quốc gia | Chứng nhận  | Số đơn vị/doanh số chứng nhận |
| --- | ----------- | ----------------------------- |
| Úc (ARIA) | 6× Bạch kim | 420.000‡                      |
| Áo (IFPI Áo) | Vàng        | 15.000*                       |
| Canada (Music Canada) | 2× Bạch kim | 160.000*                      |
| Ý (FIMI) | Bạch kim    | 50.000‡                       |
| Đức (BVMI) | Vàng        | 250.000^                      |
| New Zealand (RMNZ) | Bạch kim    | 15.000*                       |
| Na Uy (IFPI) | 2× Bạch kim | 20.000*                       |
| Thụy Điển (GLF) | 2× Bạch kim | 40.000‡                       |
| Thụy Sĩ (IFPI) | Bạch kim    | 30.000^                       |
| Anh Quốc (BPI) | 2× Bạch kim | 1.106.000                     |
| Hoa Kỳ (RIAA) | 3× Bạch kim | 2.300.000                     |
| Stream |             |                               |
| Đan Mạch (IFPI Đan Mạch) | Bạch kim    | 1.800.000^                    |
| * Chứng nhận dựa theo doanh số tiêu thụ. ^ Chứng nhận dựa theo doanh số nhập hàng. ‡ Chứng nhận dựa theo doanh số tiêu thụ và phát trực tuyến. |             |                               |

## Lịch sử phát hành
| Khu vực                  | Ngày phát hành      | Định dạng            | Hãng đĩa      |
| ------------------------ | ------------------- | -------------------- | ------------- |
| Ireland                  | 10 tháng 6 năm 2011 | Tải kĩ thuật số      | Lava Atlantic |
| Vương quốc Liên hiệp Anh | 1 tháng 5 năm 2011  | Tải kĩ thuật số      | Lava Atlantic |
| Vương quốc Liên hiệp Anh | 10 tháng 6 năm 2011 | Tải kĩ thuật số      | Lava Atlantic |
| Vương quốc Liên hiệp Anh | 13 tháng 6 năm 2011 | Đĩa đơn CD           | Lava Atlantic |
| Hoa Kỳ                   | 27 tháng 8 năm 2012 | Phát thanh đại chúng | Lava Atlantic |